# Daugava stadion (Riga)
Daugava stadion (lettisk: Daugavas stadions) er et multifunktionelt stadion i Letlands hovedstad Riga, der blev åbnet i 1958. På stadionet afholdes fodboldkampe og atletikstævner. Daugava stadion har national betydning, når det kommer til sportsudøvelse.
Før juli 1990 var stadionets totale kapacitet på mere end 10.000 tilskuere, men efter en tribune blev revet ned, er kapaciteten i dag på kun 5.000 tilskuere. Letlands fodboldlandshold benyttede Daugava stadion som hjemmebane indtil år 2000, hvor Skonto stadion stod færdig. I nærheden af stadionet ligger en ishockeyhal, to futsalhaller, tennisbaner, atletikbaner og Letlands fodboldforbunds hovedkontor. Lettisk Sang og Dans Festival er flere gange blevet afholdt på Daugava stadion.